# 萨尔施泰特
萨尔施泰特（德語：Sarstedt，發音：[ˈzaːɐ̯ʃtɛt] ⓘ）是德国下萨克森州希尔德斯海姆县的城市，面积43平方千米，2023年12月31日人口为19,896人。